# إيغور إيفانوفيتش
إيغور إيفانوفيتش (بالسيريلية الصربية: Игор Ивановић) هو لاعب كرة قدم صربي في مركز نصف الجناح، ولد في 28 يوليو 1997 في ياغودينا في صربيا. لعب مع شاختيور سوليجورسك ونابريداك كروشيفاتس ونادي ياغودينا.

## وصلات خارجية
- إيغور إيفانوفيتش على موقع الاتحاد الأوربي (الإنجليزية)
- إيغور إيفانوفيتش على موقع قاعدة بيانات كرة القدم.إي يو (الإنجليزية)
- إيغور إيفانوفيتش على موقع Soccerbase.com (لاعب) (الإنجليزية)
- إيغور إيفانوفيتش على موقع Soccerway.com (الإنجليزية)
- إيغور إيفانوفيتش على موقع عالم كرة القدم.نت (الإنجليزية)